# プカキ湖

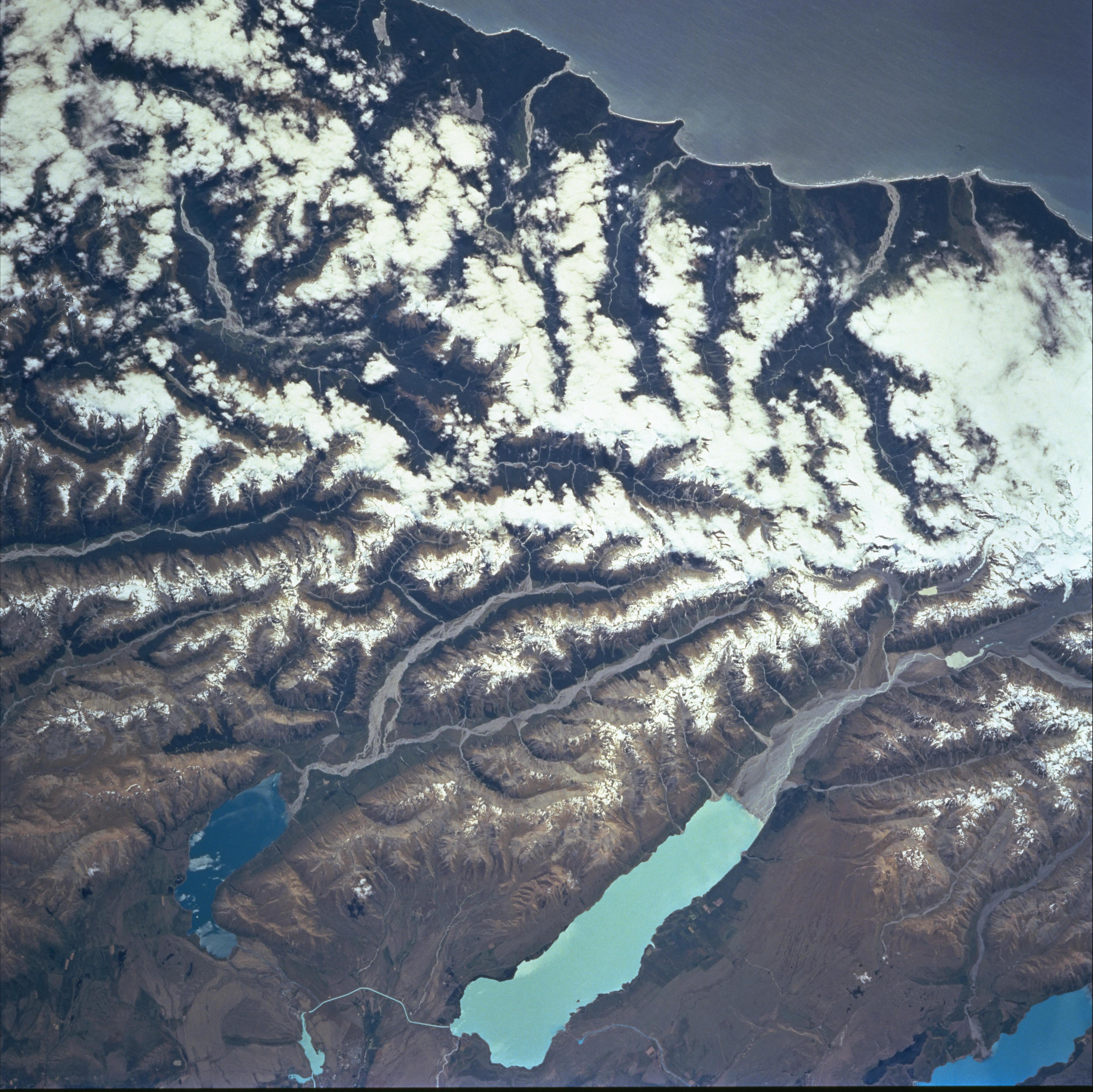
プカキ湖（下中央）とその近隣の湖は、ウェスト・コーストからサザン・アルプス山脈によって隔てられている。

プカキ湖（プカキこ、英語: Lake Pukaki）は、ニュージーランドの南島にある湖である。面積は80平方キロメートル、標高518.2 - 532メートルに位置する。
マッケンジー盆地の北端に沿って南北に伸びている。この湖と平行して位置する3つの高山湖（テカポ湖とオハウ湖）の中で2番目に大きな湖である。3つの湖はどれも氷河湖で、後退する氷河がそれぞれの谷をターミナルモレーンでせき止めることによって造られた（モレーン・ダム湖）。氷河から供給される川の水は、これらの湖に氷河粉（氷河からの極度に細かく砕かれた岩粉）によって作り出される独特な青色をもたらしている。

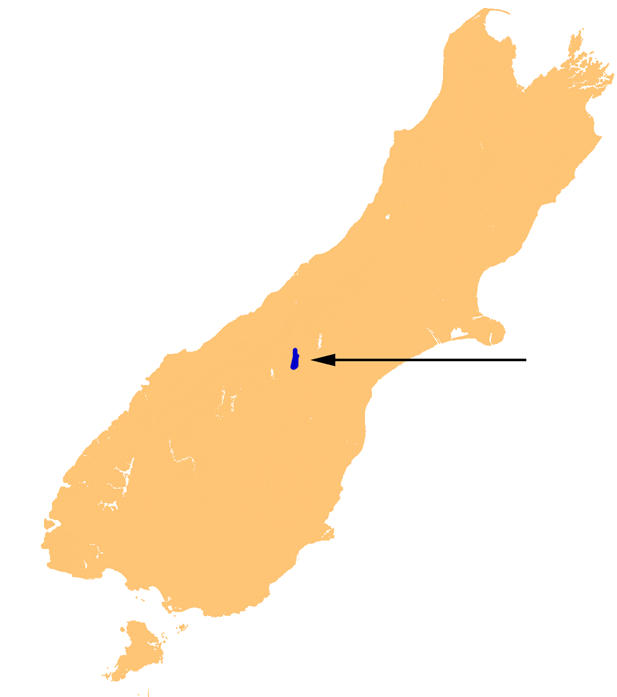
プカキ湖の位置

この湖は、アオラキ/マウント・クックに源を発するタスマン氷河やフッカー氷河を経て、タスマン川、フッカー川によって北端から水が供給されている。70キロメートル北の美しい山の景色を、南岸から望むことができる。
この湖の流出口は、南端にあって、プカキ川へと続いている。この湖は、ワイタキ水力発電計画の上流部にあたり、そのため流出口の近くには、いくつかのダムや運河があり、運河はこの湖をテカポ湖やルアタニファ湖とつないでいる。この湖は、貯水能力を増加させるため2回水位が上げられ、かつてニュージーランドの5ポンド札に描かれたファイブ・ポンド・ノート島が水没した。現在この湖は、13.8メートルの操作範囲で水面を人工的に上下させることができ、その結果、1,600GWhのエネルギー貯蔵能力を持っている。テカポ湖の770GWhと合わせて、ニュージーランドの水力電気の貯蔵能力の半分を超える。